# Krzywnica (przystanek kolejowy)
Krzywnica – nieczynny przystanek stargardzkiej kolei wąskotorowej w Krzywnicy, w województwie zachodniopomorskim, w Polsce. Przystanek został zamknięty 1 czerwca 1996 roku.